# ناحیه بیرونی
بیرونی (به ازبکی: Beruniy tumani، بېرونی تومنی)(به قره‌قالپاقی: Beruniy rayonı، ٴبىُرۇنیی رایونىُ) یک ناحیه در ازبکستان است که در قره‌قالپاقستان واقع شده‌است. ناحیه بیرونی ۲۰۵٬۱۰۰ نفر جمعیت دارد.